# Rudolf Moser
Rudolf Moser (Uzwil, 7 gennaio 1892 – Silvaplana, 20 agosto 1960) è stato un compositore svizzero.

## Biografia
Moser crebbe a Basilea, non lontano dal conservatorio dove ricevette lezioni di violino. Sin in da bambino, inoltre, cantò nel coro Basler Gesangverein. Il suo talento musicale venne incentivato anche dai genitori che facevano della musica insieme a lui e lo spinsero a frequentare lezioni di pianoforte e teoria della musica durante gli anni di scuola. Dopo il diploma in materie umanistiche studiò alcuni semestri teologia all'Università di Basilea prima di trasferirsi a Lipsia nel 1912 dove iniziò i suoi studi musicali accanto a Max Reger, Hans Sitt e Julius Klengel.
Dopo l'esplosione della prima guerra mondiale tornò a Basilea e mandò avanti i suoi studi al conservatorio vicino a Hans Huber, Hermann Suter e Joseph Lauber, intanto frequentava dei corsi all'Università vicino a Karl Nef.
Dopo la laurea, Felix Weingartner, compositore e direttore del conservatorio, lo nominò professore di composizione e teoria musicale. Tra i musicisti famosi che studiarono presso di lui si ascrivono Walter Müller von Kulm, Paul Sacher e Yehudi Menuhin.
Nel 1939 apparve a Zurigo una stampa di sedici pagine Sommer: "Wir wandern durch die Felder: Kleine Kantate für Jugendchor, gemischten Chor und Instrumente: Op. 67. con la musica di Rudolf Moser sui testi delle liriche di Eugen Aellen.
Dal 1956 fino alla sua morte fu presidente del coro di ragazzi di Basilea. Nel 1960 Moser, appassionato alpinista, perse la vita a causa di un incidente durante una scalata presso Silvaplana.

## Letteratura
- Alfred Baumgartner: . Propyläen Verlag, Berlin 1989, ISBN 3-549-07830-7, S. 94, Band 4.